# .ml
.ml – domena internetowa przypisana do Mali. Historia domeny .ml sięga roku 1992, kiedy to w ramach Projektu Afryki Zachodniej RIO powstała strona dla Narodowego Centrum Badań Naukowych i Technologicznych. Do 19 lipca 2023 roku domena była darmowa oraz domeną zarządzał Freenom.

## Domeny drugiego poziomu
- net.ml: dostawcy internetu
- org.ml: stowarzyszenia
- edu.ml: miejscowe szkoły
- gov.ml: organizacje rządowe
- presse.ml: prasa lokalna